# سوره
سوره در لغت به معنای «بریده شده» است و در اصطلاح گروهی مستقل از آیه‌های قرآن که مطلع «بسم الله الرحمن الرحیم» و مقطعی دارد.
به اعتقاد شیعیان هر سوره قرآن جز سوره توبه با آیهٔ «به نام خداوند بخشنده مهربان» آغاز می‌شود؛ و اهل سنت فقط «بسم الله الرحمن الرحیم» سوره حمد را جزء سوره می‌دانند. در قرآن این کلمه به همین معنا به کار رفته‌است. مثلاً در آیه تحدی (هماوردجویی) (بقره، ۲۳)
قرآن ۱۱۴ سوره دارد. هر سوره یک یا دو نام دارد، که معمولاً از کلمه‌ای از آن سوره گرفته شده‌است. برخی معتقدند ترتیب سوره‌ها توسط پیامبر تعیین شده و برخی بر این باورند که آنها به هنگام گردآوری در زمان عثمان کما بیش به ترتیب طول مرتب شده‌اند. سوره‌های قرآن به دو دسته مکی (فرو فرستاده شده در مکه) و مدنی (فروفرستاده شده در مدینه) تقسیم می‌شوند. سوره‌ها لزوماً وحدت موضوعی ندارند. عایشه این مهم را اینطور تشریح می‌کند که اگر ابتدا حرمت خمر و زنا مطرح شده بود کسی مسلمان نمی‌شد، پس ابتدا آیات مربوط به بهشت و جهنم مطرح می‌شوند و پس از مسلمان شدن اصحاب باقی آیه‌ها می‌آیند. 
محمد بخاری از قول عمر نقل می‌کند که وقتی عمر نسخه متفاوتی از سوره فرقان را می‌شنود، محمد به او می‌گوید که هر سوره هفت صورت جداگانه دارد. 

## اقسام
سوره‌های قرآن از نظر کمی به چهار دسته تقسیم می‌شوند.
۱ - السبع الطول: عبارت از هشت سوره بزرگ قرآن یعنی:
بقره – آل عمران – نساء – مائده – انعام – اعراف – انفال و توبه
که تمامی آنها مدنی و پس از سوره حمد بترتیب در اول قرآن آمده است
۲- مئین: سوره‌هایی که از یکصد آیه تشکیل شده است و ۱۴ سوره‌اند
از سوره یونس تا مؤمنون (از سوره ۱۰ تا ۲۳ قرآن)
۳ – مثانی: سوره‌هایی که میان اعراب متداول بوده و در نمازها قرائت می‌شوند
تعداد آنها ۲۶ سوره‌اند از نور تا حجرات (از ۲۴ تا ۴۹)
۴– مفصلات: سایر سوره‌های قرآن از ق تا ناس جمعاً ۶۵ سوره (سری ۵۰ تا ۱۱۴)
این دسته از سوره‌ها نیز خود بر سه گونه‌اند.
طوال: از ق تا بروج ۳۶سوره
اوساط: متوسط از طارق تا بینه۱۳ سوره
قصار: از زلزله تا ناس۱۶ سوره (اریاض)وو